# Place Pierre-Lafue
La place Pierre-Lafue est une voie du 6e arrondissement de Paris.

## Situation et accès
Longue de 37 mètres, elle se situe au croisement du boulevard Raspail et des rues Notre-Dame-des-Champs et Stanislas. Elle est composée d'un square où se dresse en son centre une statue du capitaine Dreyfus.
Un accès à la station de métro Notre-Dame-des-Champs s'y trouve.

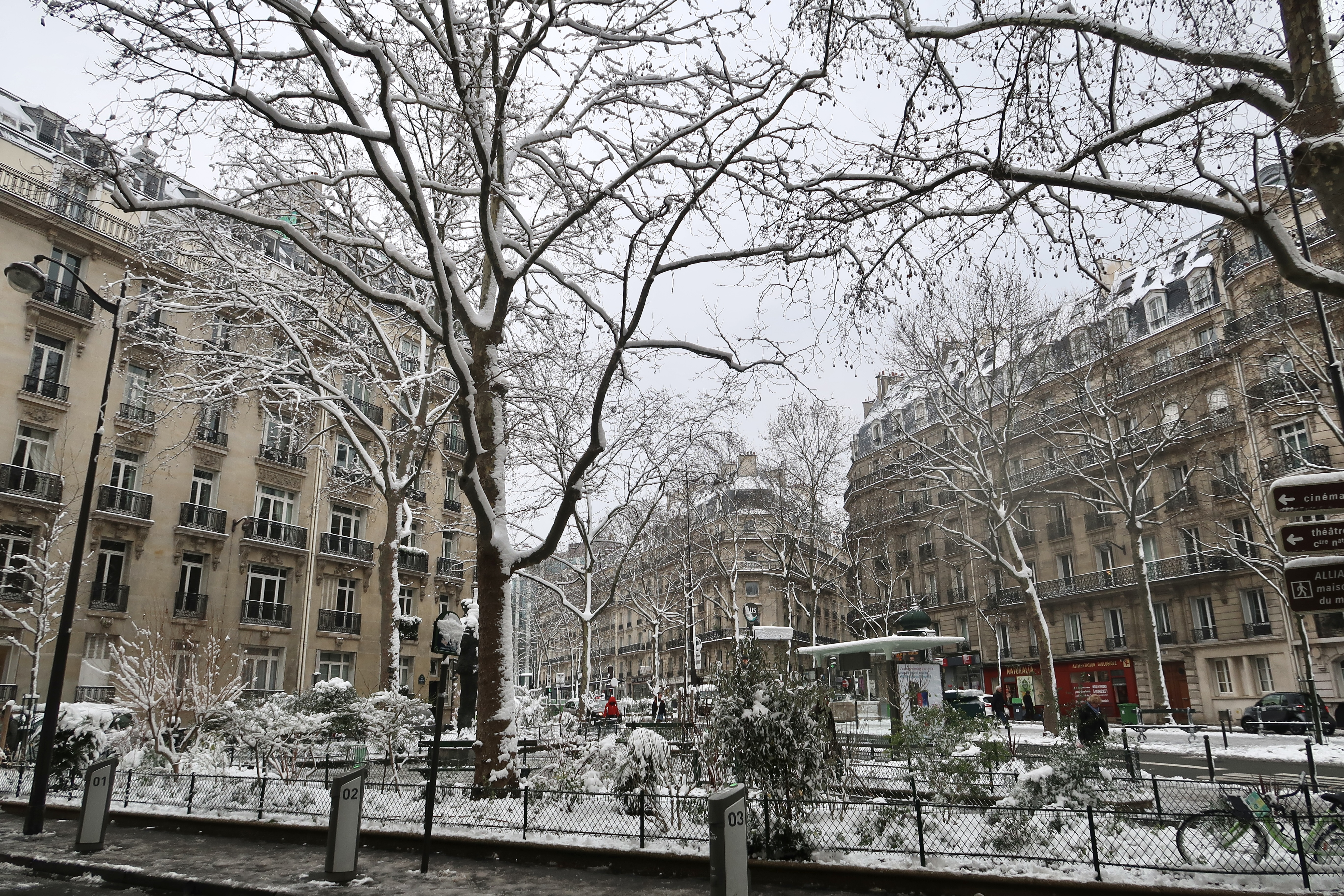
Sous la neige.

## Origine du nom
Elle porte ce nom en mémoire de Pierre Lafue (1895-1975), journaliste, historien et romancier français.

## Historique
Cette place a reçu sa dénomination en 1981.